# Янков, Златко
Зла́тко Я́нков (болг. Златко Янков; род. 7 июня 1966, Бургас) — болгарский футболист и футбольный тренер.

## Карьера игрока
Профессиональную карьеру начал в 1984 году в «Нефтохимике» из Бургаса. В 1987 году перешёл в «Черноморец» из того же города. С 1990 года по 1992 года «защищал цвета» за столичный клуб «Левски». Следующие 10 лет карьеры провёл, выступая за испанский «Реал Вальядолид»; немецкий «Юрдинген 05»; турецкие «Бешикташ», «Аданаспор», «Ванспор», «Генчлербирлиги» и за болгарские «Нефтехимик», «Локомотив», «Черноморец» и «Нафтекс». В последнем Златко завершил карьеру футболиста.

### В сборной
Дебют за национальную сборную Болгарии состоялся 26 сентября 1990 года в товарищеском матче против сборной Швеции (0:2). Был включён в состав сборной на чемпионат мира 1994 в США, на Чемпионат Европы 1996 в Англии и на чемпионат мира 1998 во Франции. Всего за сборную Златко провёл 79 матчей и забил 4 гола.

### Голы за сборную
| # | Дата            | Место           | Соперник   | Счёт | Результат | Турнир                  |
| - | --------------- | --------------- | ---------- | ---- | --------- | ----------------------- |
| 1 | 16 октября 1991 | София, Болгария | Сан-Марино | 3:0  | 4:0       | Квалификация на ЧЕ 1992 |
| 2 | 28 апреля 1993  | София, Болгария | Финляндия  | 2:0  | 2:0       | Квалификация на ЧМ 1994 |
| 3 | 15 апреля 1994  | Маскат, Оман    | Оман       | 1:1  | 1:1       | Товарищеский матч       |
| 4 | 28 апреля 1994  | Кувейт, Кувейт  | Кувейт     | 1:1  | 2:2       | Товарищеский матч       |

## Награды
- Орден «Стара-планина» I степени (20 июля 1994 года)[4].
- Почётный гражданин Софии.